# Caleta del Nordeste
La caleta del Nordeste (51°32′S 58°14′O / -51.533, -58.233) es una entrada de mar que se encuentra en la zona noreste de la isla Soledad del archipiélago de las Malvinas. Administrativamente pertenece al departamento Islas del Atlántico Sur de la provincia de Tierra del Fuego, Antártida e Islas del Atlántico Sur.
Esta caleta tiene una orientación noreste- sudoeste, y se localiza en el interior de la Bahía de la Maravilla (o Bahía del Aceite), en el sector sudoeste de la península de San Luis . Además se ubica al oeste de  Puerto Soledad, al este de la caleta del Centro y al noreste de la isla Verde y del Rincón del Zaino.